# Augyles conjungens
Augyles conjungens is een keversoort uit de familie oevergraafkevers (Heteroceridae). De wetenschappelijke naam van de soort is voor het eerst geldig gepubliceerd in 1904 door Grouvelle.